# Remember Me (Coco)
Remember Me è un brano scritto da Kristen Anderson-Lopez e Robert Lopez, inserito nella colonna sonora del film Pixar Coco. Nel 2018 ha vinto l'Oscar alla migliore canzone.

## Contesto
Nel film, Héctor scrisse questo brano per sua figlia Coco, cantandola ogni sera sempre alla stessa ora. Quando l'uomo viene ucciso, avvelenato da Ernesto De La Cruz, il brano viene storpiato, rendendolo una banale canzone romantica e deturpandone il significato , divenne poi la canzone preferita di Miguel . Hector poi racconterà la verità a Miguel mentre sono nella grotta. Verso la fine del film, subito dopo la sconfitta di Ernesto, Miguel la canterà alla bisnonna Coco, rinvigorendo i ricordi del padre, indeboliti a causa dell'età. La canzone integrale e completa di Hector è udibile nei titoli di coda .

## Riconoscimenti
- 2018 - Premi Oscar
  - Migliore canzone
- 2018 - Golden Globe
  - Candidatura per la migliore canzone originale
- 2018 - Critics' Choice Awards
  - Miglior canzone